# Проигранное место
«Проигранное место» — российский молодёжный фильм ужасов режиссёра Надежды Михалковой. Картина является полнометражным режиссёрским дебютом Михалковой. Премьера фильма в России состоялась 1 ноября 2018 года.

## Синопсис
Среди школьников существует легенда о так называемом «проигранном месте», согласно которой каждого, кто купит билет в кинотеатре на это место, ждёт смерть. Никто из ребят не верит в легенду, однако череда жестоких убийств заставляет молодых людей задуматься, в результате чего они начинают собственное расследование.

## В ролях
- Ирина Мартыненко — Катя
- Алексей Дякин — Антон
- Анна Михалкова — Мария
- Никита Еленев — Рома
- Алексей Мартынов — Юра
- Анастасия Акатова — Соня
- Сергей Городничий — Артём
- Валентина Ляпина — Варя
- Арам Вардеванян — Давид
- Маргарита Салионова — Маргарита
- Полина Салионова — Полина
- Пётр Рыков — парень из легенды

## Саундтрек
В фильме звучит композиция Монеточки «Я не хочу ничего знать»: певица написала песню в соавторстве с композитором Игорем Вдовиным специально для фильма.